# Jayamukti (Cihurip)
Jayamukti is een bestuurslaag in het regentschap Garut van de provincie West-Java, Indonesië. Jayamukti telt 4943 inwoners (volkstelling 2010).